# UY del Centaure
UY del Centaure  (UY Centauri) és un estel variable a la constel·lació de Centaure. Té magnitud aparent mitjana +7,04 i la seva variabilitat va ser descoberta per W. Fleming i I.C. Pickering el 1911. La seva distància al sistema solar s'estima entre 1.920 i 2.250 anys llum.
UY del Centaure és el prototip dels «estels SC», estels de característiques intermèdies entre els estels S i els estels de carboni. Aquesta classe d'estels són molt poc freqüents; àdhuc sent estels molt freds —la temperatura superficial d'UY Centauri és de 2.400 K—, en els seus espectres pràcticament no s'observen bandes moleculars però sí nombroses línies atòmiques, a causa que la seva relació carboni/oxigen és molt propera a la unitat. Mostren excés en l'infraroig a 60 μm a causa d'episodis passats de pèrdua de massa estel·lar i formació de pols. De fet, el 2005 es va detectar en UY Centauri un nou episodi de formació de pols acompanyada d'una disminució de la seva lluentor de 2 magnituds banda V. A l'actualitat, la seva pèrdua de massa s'estima en 1,7 × 10-7 masses solars per any.
Els estels com UY del Centaure s'hi troben en les últimes etapes de l'evolució estel·lar i són considerablement lluminosos. UY Centauri posseeix una lluminositat 4.000 vegades superior a la lluminositat solar. Una altra característica d'aquests estels és la seva gran grandària; el radi d'UY Centauri és ~ 370 vegades més gran que el radi solar, equivalent a 1,74 ua.
La composició elemental d'UY de Centaure difereix en alguns aspectes de la del Sol, amb una major abundància relativa de liti que el nostre estel i uns continguts dels elements entre el sodi i el ferro —amb la possible excepció del vanadi— comparables als solars. Els elements més pesats que el cobalt, són, amb algunes excepcions, més «sobrebundants» que en el Sol.
UY de Centaure és una variable semiregular la lluentor de la qual varia al llarg d'un període de 114,6 dies. Aquesta variabilitat no està relacionada amb l'enfosquiment per pols sinó amb pulsacions en la superfície estel·lar.